# 2. Fußball-Bundesliga (2020/2021)
Sezon 2020/2021 2. Fußball-Bundesligi - 47. edycja rozgrywek niemieckiej 2. Fußball-Bundesligi w piłce nożnej.
W rozgrywkach występowało 18 zespołów. Mistrzem 2. Bundesligi został VfL Bochum, który wraz z SpVgg Greuther Fürth awansowały do Bundesligi na sezon 2021/2022, natomiast Holstein Kiel przegrało baraż (dwumecz) z 16. drużyną 1. Bundesligi. Würzburger Kickers i Eintracht Brunszwik spadły do 3. Bundesligi na sezon 2021/2022, natomiast VfL Osnabrück spadło po przegranych barażach (dwumecz) z 3. drużyną 3. Bundesligi.

## 2. Fußball-Bundesliga (2020/2021)

### Drużyny
W 2. Bundeslidze występowało 18 zespołów.
| drużyna                                                         | miasto                  | sezon 2019/2020 | uwagi |
| --------------------------------------------------------------- | ----------------------- | --------------- | --- |
| drużyny, które spadły z Bundesligi po sezonie 2019/2020         |                         |                 | |
| Fortuna Düsseldorf                                              | Düsseldorf              | 17              | |
| SC Paderborn 07                                                 | Padeborn                | 18              | |
| drużyny, które występowały w sezonie 2019/2020 w 2. Bundeslidze |                         |                 | |
| 1. FC Heidenheim                                                | Heidenheim an der Brenz | 3               | przegrane baraże z Werderem Bremą |
| Hamburger SV                                                    | Hamburg                 | 4               | |
| SV Darmstadt 98                                                 | Darmstadt               | 5               | |
| Hannover 96                                                     | Hanower                 | 6               | |
| FC Erzgebirge Aue                                               | Aue-Bad Schlema         | 7               | |
| VfL Bochum                                                      | Bochum                  | 8               | |
| SpVgg Greuther Fürth                                            | Fürth                   | 9               | |
| SV Sandhausen                                                   | Sandhausen              | 10              | |
| Holstein Kiel                                                   | Kilonia                 | 11              | |
| SSV Jahn Regensburg                                             | Ratyzbona               | 12              | |
| VfL Osnabrück                                                   | Osnabrück               | 13              | |
| FC St. Pauli                                                    | Hamburg                 | 14              | |
| Karlsruher SC                                                   | Karlsruhe               | 15              | |
| 1. FC Nürnberg                                                  | Norymberga              | 16              | wygrane baraże z FC Ingolstadt 04 |
| drużyny, które awansowały z 3. Bundesligi po sezonie 2019/2020  |                         |                 | |
| Würzburger Kickers                                              | Würzburg                | 2               | |
| Eintracht Brunszwik                                             | Brunszwik               | 3               | drużyna Bayernu II nie została dopuszczona do rozgrywek 2. Budnesligi, dlatego bezpośrednio awansował Eintracht Brunszwik, natomiast w barażach grał FC Ingolstadt 04 |

### Tabela
| Lp. | Drużyna                  | M  | Z  | R  | P  | Bramki | Bramki | Różn. | Pkt | Uwagi                     |
| --- | ------------------------ | -- | -- | -- | -- | ------ | ------ | ----- | --- | ------------------------- |
| 1   | VfL Bochum (M, A)        | 34 | 21 | 4  | 9  | 66     | 39     | +27   | 67  | Awans do Bundesligi       |
| 2   | SpVgg Greuther Fürth (A) | 34 | 18 | 10 | 6  | 69     | 44     | +25   | 64  | Awans do Bundesligi       |
| 3   | Holstein Kiel (B)        | 34 | 18 | 8  | 8  | 57     | 35     | +22   | 62  | Baraże o Bundesligę       |
| 4   | Hamburger SV             | 34 | 16 | 10 | 8  | 71     | 44     | +27   | 58  |                           |
| 5   | Fortuna Düsseldorf       | 34 | 16 | 8  | 10 | 55     | 46     | +9    | 56  |                           |
| 6   | Karlsruher SC            | 34 | 14 | 10 | 10 | 51     | 44     | +7    | 52  |                           |
| 7   | SV Darmstadt             | 34 | 15 | 6  | 13 | 63     | 55     | +8    | 51  |                           |
| 8   | FC Heidenheim            | 34 | 15 | 6  | 13 | 49     | 49     | 0     | 51  |                           |
| 9   | SC Paderborn 07          | 34 | 12 | 11 | 11 | 53     | 45     | +8    | 47  |                           |
| 10  | FC St. Pauli             | 34 | 13 | 8  | 13 | 51     | 56     | −5    | 47  |                           |
| 11  | 1. FC Nürnberg           | 34 | 11 | 11 | 12 | 46     | 51     | −5    | 44  |                           |
| 12  | FC Erzgebirge Aue        | 34 | 12 | 8  | 14 | 44     | 53     | −9    | 44  |                           |
| 13  | Hannover 96              | 34 | 12 | 6  | 16 | 53     | 51     | +2    | 42  |                           |
| 14  | SSV Jahn Regensburg      | 34 | 9  | 11 | 14 | 37     | 50     | −13   | 38  |                           |
| 15  | SV Sandhausen            | 34 | 10 | 4  | 20 | 41     | 60     | −19   | 34  |                           |
| 16  | VfL Osnabrück (B)        | 34 | 9  | 6  | 19 | 35     | 58     | −23   | 33  | Baraże o utrzymanie       |
| 17  | Eintracht Brunszwik (S)  | 34 | 7  | 10 | 17 | 30     | 59     | −29   | 31  | Spadek do 3. Fußball-Ligi |
| 18  | Würzburger Kickers (S)   | 34 | 6  | 7  | 21 | 37     | 69     | −32   | 25  | Spadek do 3. Fußball-Ligi |

### Statystyki
| kolejka                      | mecze                        | bramki                       | średnia bramek               | kartki                       | kartki                       | średnia kartek               | kolejka                       | mecze                         | bramki                        | średnia bramek                | kartki                        | kartki                        | średnia kartek                |
| ---------------------------- | ---------------------------- | ---------------------------- | ---------------------------- | ---------------------------- | ---------------------------- | ---------------------------- | ----------------------------- | ----------------------------- | ----------------------------- | ----------------------------- | ----------------------------- | ----------------------------- | ----------------------------- |
| 1                            | 9                            | 24                           | 2,67                         | 36                           | 1                            | 4,11                         | 18                            | 9                             | 17                            | 1,89                          | 39                            | 0                             | 4,33                          |
| 2                            | 9                            | 21                           | 2,33                         | 46                           | 1                            | 5,22                         | 19                            | 9                             | 29                            | 3,22                          | 43                            | 1                             | 4,89                          |
| 3                            | 9                            | 20                           | 2,22                         | 42                           | 3                            | 5,00                         | 20                            | 9                             | 29                            | 3,22                          | 42                            | 2                             | 4,89                          |
| 4                            | 9                            | 23                           | 2,56                         | 48                           | 2                            | 5,56                         | 21                            | 9                             | 16                            | 1,78                          | 35                            | 2                             | 4,11                          |
| 5                            | 9                            | 26                           | 2,89                         | 41                           | 5                            | 5,11                         | 22                            | 9                             | 28                            | 3,11                          | 30                            | 2                             | 3,56                          |
| 6                            | 9                            | 36                           | 4,00                         | 36                           | 2                            | 4,22                         | 23                            | 9                             | 19                            | 2,11                          | 31                            | 2                             | 3,67                          |
| 7                            | 9                            | 28                           | 3,11                         | 38                           | 2                            | 4,44                         | 24                            | 9                             | 21                            | 2,33                          | 36                            | 2                             | 4,22                          |
| 8                            | 9                            | 30                           | 3,33                         | 42                           | 1                            | 4,78                         | 25                            | 9                             | 18                            | 2,00                          | 39                            | 2                             | 4,56                          |
| 9                            | 9                            | 32                           | 3,56                         | 36                           | 4                            | 4,44                         | 26                            | 9                             | 23                            | 2,56                          | 37                            | 1                             | 4,22                          |
| 10                           | 9                            | 26                           | 2,89                         | 36                           | 2                            | 4,22                         | 27                            | 9                             | 22                            | 2,44                          | 32                            | 0                             | 3,56                          |
| 11                           | 9                            | 27                           | 3,00                         | 39                           | 2                            | 4,56                         | 28                            | 9                             | 35                            | 3,89                          | 32                            | 0                             | 3,56                          |
| 12                           | 9                            | 25                           | 2,78                         | 36                           | 4                            | 4,44                         | 29                            | 9                             | 26                            | 2,89                          | 28                            | 0                             | 3,11                          |
| 13                           | 9                            | 18                           | 2,00                         | 36                           | 2                            | 4,22                         | 30                            | 9                             | 24                            | 2,67                          | 31                            | 1                             | 3,56                          |
| 14                           | 9                            | 32                           | 3,56                         | 41                           | 1                            | 4,67                         | 31                            | 9                             | 32                            | 3,56                          | 35                            | 1                             | 4,00                          |
| 15                           | 9                            | 26                           | 2,89                         | 32                           | 1                            | 3,67                         | 32                            | 9                             | 44                            | 4,89                          | 32                            | 1                             | 3,67                          |
| 16                           | 9                            | 31                           | 3,44                         | 34                           | 3                            | 4,11                         | 33                            | 9                             | 35                            | 3,89                          | 32                            | 2                             | 3,78                          |
| 17                           | 9                            | 29                           | 3,22                         | 39                           | 2                            | 4,56                         | 34                            | 9                             | 32                            | 3,56                          | 25                            | 2                             | 3,00                          |
| podsumowanie pierwszej rundy | podsumowanie pierwszej rundy | podsumowanie pierwszej rundy | podsumowanie pierwszej rundy | podsumowanie pierwszej rundy | podsumowanie pierwszej rundy | podsumowanie pierwszej rundy | podsumowanie rundy rewanżowej | podsumowanie rundy rewanżowej | podsumowanie rundy rewanżowej | podsumowanie rundy rewanżowej | podsumowanie rundy rewanżowej | podsumowanie rundy rewanżowej | podsumowanie rundy rewanżowej |
| 153                          | 153                          | 454                          | 2,97                         | 658                          | 38                           | 4,55                         | 153                           | 153                           | 450                           | 2,94                          | 579                           | 21                            | 3,92                          |
| podsumowanie sezonu          |                              |                              |                              |                              |                              |                              |                               |                               |                               |                               |                               |                               |                               |
| 306                          | 306                          | 904                          | 904                          | 2,95                         | 2,95                         | 2,95                         | 1 237                         | 1 237                         | 1 237                         | 59                            | 59                            | 59                            | 4,24                          |

## Baraże

### Baraże o Bundesligę
|         | data         | drużyna z Bundesligi | drużyna z 2. Bundesligi | wynik |
| ------- | ------------ | -------------------- | ----------------------- | ----- |
| 1. mecz | 26 maja 2021 | 1. FC Köln           | Holstein Kiel           | 0:1   |
| rewanż  | 29 maja 2021 | 1. FC Köln           | Holstein Kiel           | 5:1   |

Zwycięzca: 1. FC Köln (utrzymanie się w Bundeslidze)

### Baraże o 2. Bundesligę
|         | data         | drużyna z 2. Bundesligi | drużyna z 3. Bundesligi | wynik |
| ------- | ------------ | ----------------------- | ----------------------- | ----- |
| 1. mecz | 27 maja 2021 | VfL Osnabrück           | FC Ingolstadt 04        | 0:3   |
| rewanż  | 30 maja 2021 | VfL Osnabrück           | FC Ingolstadt 04        | 3:1   |

Zwycięzca: FC Ingolstadt 04 (awans do 2. Bundesligi)